# بيرازوفوس
بيرازوفوس هو مركب عضوي يستخدم كمبيد للفطريات، ومبيد حشري.

## الاستخدامات
يُستخدم مركب البيرازوفوس كمبيد جهازي للفطريات في البساتين، وكروم العنب، ومحاصيل الخضروات لمكافحة البياض الدقيقي. ويكون مركب البيرازوفوس فعالًا أيضًا في بعض الحالات كمبيد للحشرات، ويُستخدم على سبيل المثال في مكافحة الذباب الذي ينتمي إلى فئة حفارات الأوراق.

## لمحة تاريخية
يُباع مركب البيرازوفوس تجاريًا منذ عام 1970.